# Петар Опачић
Петар Опачић (Плавно, код Книна, 20. април 1927 — Београд, 25. новембар 2015) био је српски историчар и пуковник ЈНА.

## Биографија
Био је учесник НОБ-а од 1941. године. У Сарајеву је завршио Пешадијску официрску школу. Служио је као активни официр ЈА и ЈНА. У Београду је завршио гимназију и Филозофски факултет. Докторирао је са дисертацијом Савезничка Солунска офанзива. 
Радио је у научно-истраживачком одељењу Војноисторијског института. Проучавао је војну прошлост Србије од 1804. до 1918. године а посебно борбе српске војске против Централних сила у Првом светском рату. Такође је разматрао утицај дејстава српске војске на општу ратну ситуацију. Написао је велики број радова, чланака, реферата. Учествовао је на бројним домаћим и међународним научним скуповима.

## Одабрана дела
- Војвода Степа Степановић у ратовима Србије 1876-1918 (са Савом Скоком, шест издања од 1969. до 1990).
- Србија и Црна Гора у Првом светском рату, Цетиње 1976. (са групом аутора)
- Солунски фронт- Зејтилник, 1978.
- Опачић, Петар (1980). Солунска офанзива 1918. године: Српска војска у завршном периоду Првог светског рата. Београд: Војноисторијски институт.
- Опачић, Петар; Скоко, Саво (1981). Српско турски ратови 1876-1878. Београд: БИГЗ.
- Опачић, Петар (1984). Србија и Солунски фронт. Београд: Књижевне новине.
- Опачић, Петар (1990). Србија, Солунски фронт и уједињење 1918. Београд: Књижевне новине.
- Церска битка и војвода Степа, Београд 1989. и допуњено издање 1996.
- Војвода Живојин Мишић, Београд 2007, 2008. и 2009.
- Опачић, Петар (2009). Србија између Антанте и Централних сила 1915-1917. Београд: Завод за унапређивање образовања и васпитања.
- Опачић, Петар (2015). Од Београда до Крфа 1915-1916. Нови Сад-Београд: Прометеј, Радио-телевизија Србије.